# Sächsische Porzellan-Manufaktur Dresden
Die Sächsische Porzellan-Manufaktur Dresden GmbH ist ein Unternehmen zur Herstellung von Zier- und Luxusporzellan im Freitaler Ortsteil Potschappel.
Sie befindet sich im Besitz des russischen Geschäftsmanns Armenak S. Agababyan. Die Sächsische Porzellan-Manufaktur Dresden GmbH exportiert 80 % ihrer Erzeugnisse. Hauptmärkte sind der russische, asiatische und arabische Raum.

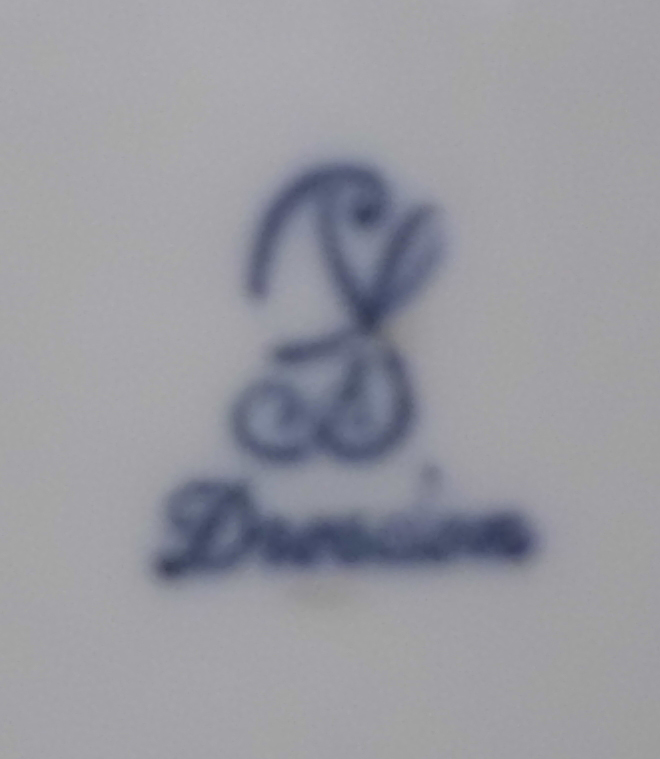
Diese Bodenmarke wird seit 1902 verwendet.

## Geschichte

### Von der Gründung 1872 bis 1945
Carl-Johann Gottlob Thieme (* 12. September 1823 in Niederjahna; † 18. März 1888 in Dresden) war ein Hausmaler für Porzellan. Gleichzeitig betrieb er seit 1864 ein eigenes Porzellan- und Antiquitätengeschäft im Zentrum Dresdens. Er entschloss sich zur Herstellung eigenen Porzellans. Ein geeignetes Grundstück fand er vor den Toren der Stadt Dresden im Industriedorf Potschappel. Am 17. September 1872 nahm die Sächsische Porzellan-Fabrik Carl Thieme zu Potschappel ihren Betrieb auf. Von Beginn an verkaufte man Weißporzellan nicht nur an die Dresdner Hausmalereien, sondern europaweit. Ebenso wurden nicht nur selbst hergestellte, sondern auch eingekaufte Weißporzellane dort bemalt und verkauft.
Wesentlichen Anteil am Erfolg des Unternehmens hatte der Blumenmodelleur Karl August Kuntzsch (1855–1920), ein Schwiegersohn Thiemes. Er schuf mit dem „üppigen Blumenbelag“ ein Stilmerkmal des Dresdner Porzellans. Nach dem Tod Thiemes übernahm er das Unternehmen und der wirtschaftliche Erfolg erlaubte 1912 eine bauliche Erweiterung der Produktionsgebäude, die sich bis heute unverändert erhalten haben.
Die Weltkriege und die Weltwirtschaftskrise schmälerten den Export und die Mitarbeiterzahl sank von 300 im Jahr 1914 auf unter 70 im Jahr 1932.

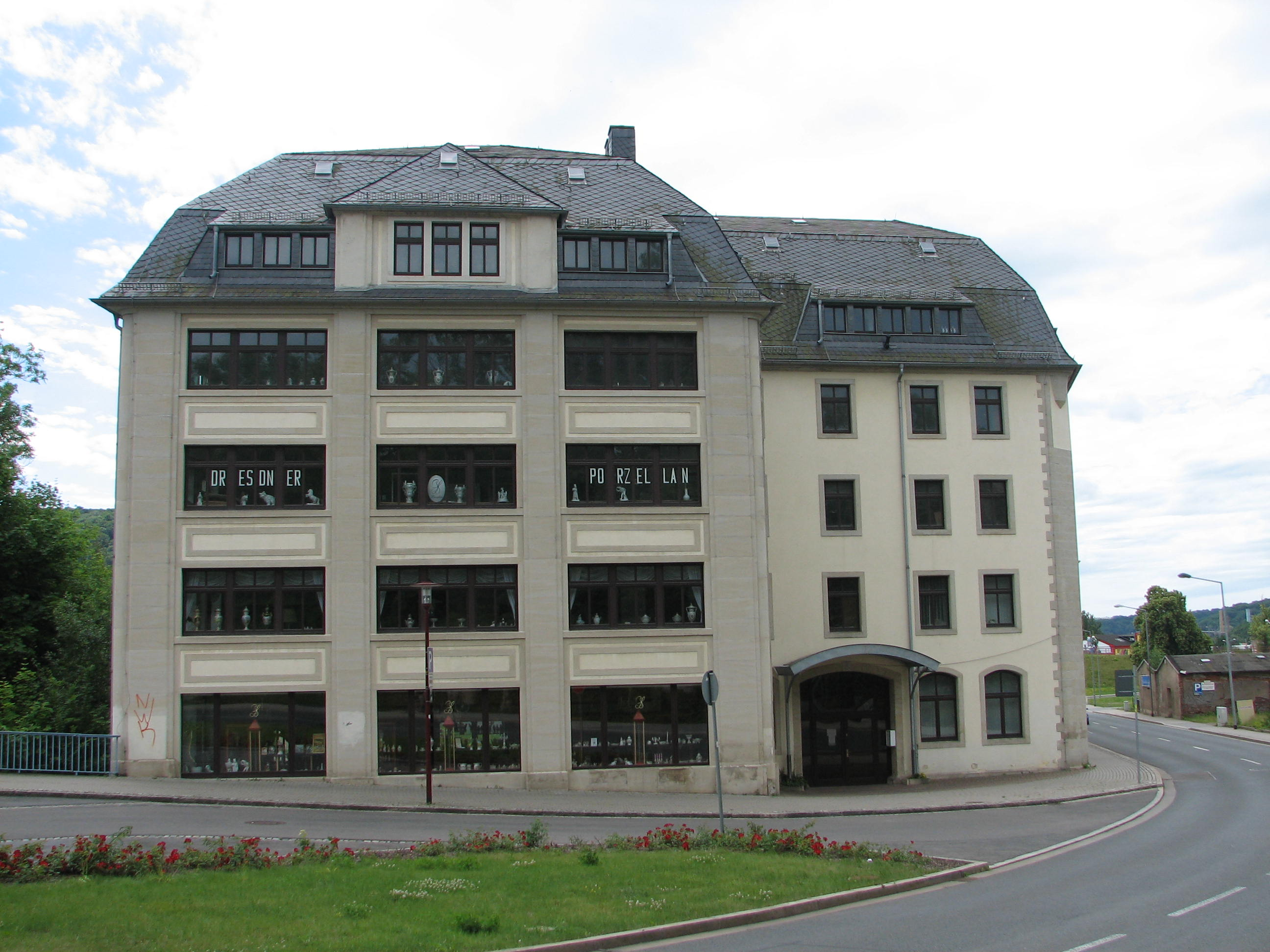
Werksgebäude

### Von 1945 bis 1989
Nach 1945 wurden die alten Eigentümer aus dem Unternehmen gedrängt. Da die Familie Kuntzsch nicht nationalsozialistisch gewesen war, wurde Emil Kuntzsch von den DDR-Staatsorganen als Wirtschaftskrimineller verfolgt. Die staatliche Beteiligung an der Manufaktur wurde schrittweise ausgebaut. Ab 1972 firmierte das Unternehmen als „VEB Sächsische Porzellan-Manufaktur Dresden; Sitz Freital“. Damit war die Verstaatlichung abgeschlossen. Außerhalb der DDR stieg die Popularität des Dresdner Porzellans bis in die 1980er Jahre wieder an. Hilfreich war die juristische Verfolgung von Nachahmern und Fälschern in den 1970er Jahren. Das Oberlandesgericht München entschied in jener Zeit zugunsten der Sächsischen Porzellan-Manufaktur Dresden, dass nur diese die Bezeichnung Dresdner Porzellan führen darf. Ende der 1980er Jahre lag die Mitarbeiterzahl bei ca. 180 Werktätigen.

### Von 1990 bis heute
Nach der deutschen Wiedervereinigung erlebte der Weltmarkt für Zier- und Luxusporzellan in den 1990er Jahren einen großen Umbruch, auch die Eigentümer wechselten häufig. Vom Volkseigentum wanderte die Porzellanmanufaktur in den Besitz der Treuhand. Von da ging sie 1991 in die Hände einer französischen Investoren-Gruppe über. Nach deren Konkurs wurde sie 1993 an die Dresdner Unternehmensgruppe IPV des Kunstmäzens Jürgen Wegener veräußert.
Nach deren Konkurs wurde sie 1998 im Rahmen eines Management-Buy-outs von Gunther Seifert und Klaus-Peter Arnold übernommen. Im Jahr 2002 hatte die Sächsische Porzellan-Manufaktur noch 19 fest angestellte Mitarbeiter und war erneut insolvent. Sie wurde 2005 von der Geschwister Hillebrand GmbH gekauft. Diese beendete ihr Engagement 2008. Als Alleineigentümer firmiert seitdem der russische Unternehmer Armenak S. Agababyan. Im Jahr 2010 waren 20 Mitarbeiter angestellt.
Zwischen März und Oktober 2013 stellte Herr Agababyan den Geschäftsbetrieb vorläufig ein. Der langjährige Geschäftsführer Gunther Seifert verließ das Unternehmen.
Die im Jahr 2002 zur Freitaler Stadtumgehung ausgebaute Straße vor dem Werksgelände erhielt im Andenken an den Gründer der Porzellanmanufaktur den Namen „Carl-Thieme-Straße“.
2020 wurde die Produktion stillgelegt.

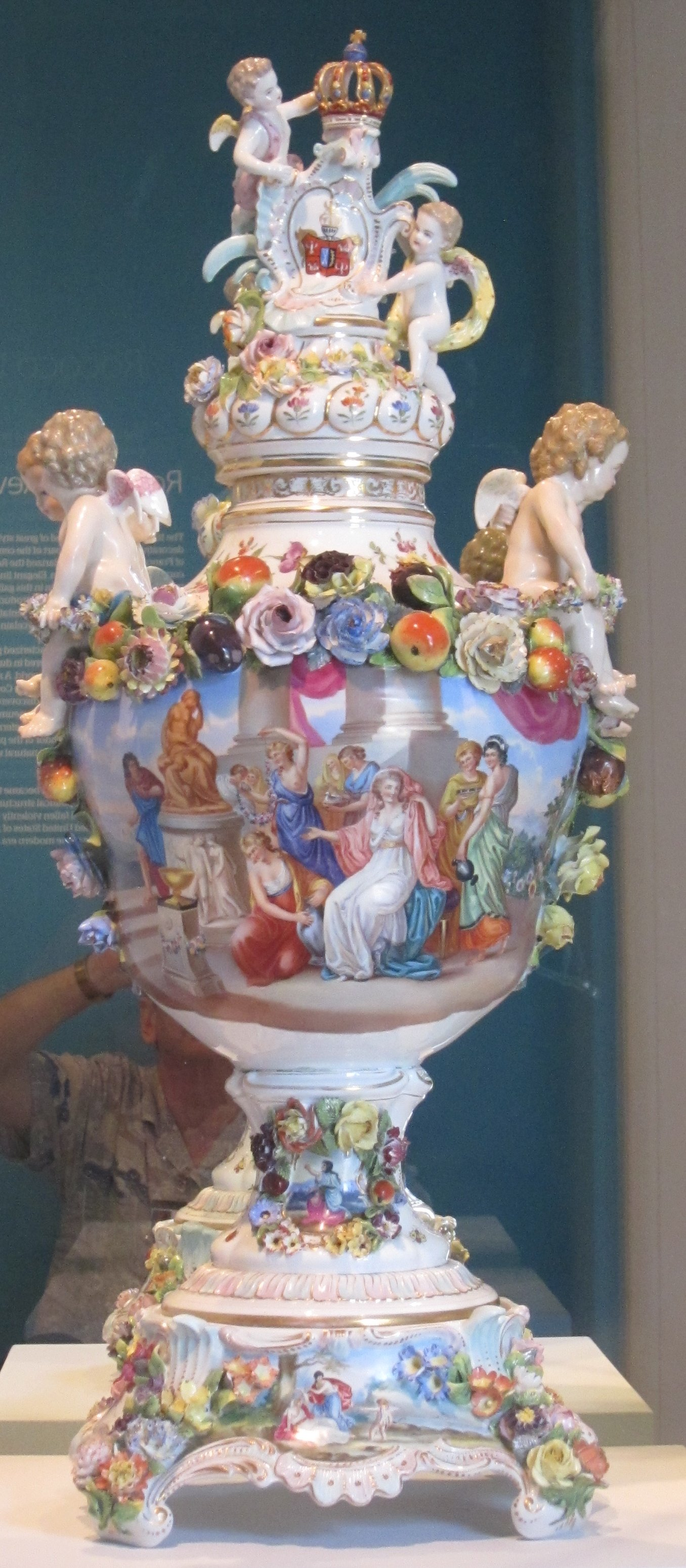
Prunkvase, ca. 1890, mit dem typischen üppigen Blumenbelag und opulenten Dekormalereien

## Stil
Das heutige Dresdner Porzellan charakterisiert sich durch den üppigen Blumenbelag, die vielfältigen Durchbrucharbeiten, die opulenten Dekormalereien und die reichhaltigen Goldstaffagen. Die bevorzugte Formensprache reicht vom Barock über Rokoko und Klassizismus bis zum Biedermeier. Beliebte Artikel sind Dosen, Körbe, Figuren, Potpourri-Vasen sowie Leuchter.
Heute kann die Porzellanmanufaktur aus einem Dekorfundus von hunderten verschiedenen Dekoren schöpfen. Noch 1995 existierte ein Formenfundus von ca. 12.400 verschiedenen Modellen. Diese Modelle sind bis heute in einem Nebengebäude gelagert. Aufgrund jahrzehntelanger falscher Prioritätensetzung seitens der Unternehmensführung befindet sich dieses Nebengebäude in einem ruinösen Zustand. In erster Linie ist es die durch das zerstörte Dach eindringende Feuchtigkeit, welche die gipsernen Modelle zersetzt. Seit 2014 wird davon ausgegangen, dass inzwischen über 60 Prozent des Modellfundus als verloren gelten können.

## Künstler und Manufaktur
Die Sächsische Porzellan-Manufaktur hat nicht nur eigene Modelleure und Maler beschäftigt, um neue Formen und Dekore zu entwickeln. Sie hat auch häufig auf externen Kunstverstand zurückgegriffen. Wurde um 1900 mit Professoren und Absolventen der Dresdner Kunstgewerbeschule kooperiert, so waren es ab ca. 1985 Angehörige der Burg Giebichenstein Kunsthochschule Halle, die neue Entwürfe schufen. Seit 1993 fungierte der Verein Dresdner Porzellankunst e. V. als Schnittstelle zwischen der Kunstwelt und der Geschäftswelt der Manufaktur. Er löste sich 2019 auf.
Modelleure der Manufaktur
- Reinhold Braunschmidt (1882–1954)
- Joseph Dobner (1895–1958)
- Olaf Stoy (* 1959)

Maler der Manufaktur
- Ludwig Geyer (1842–1937)
- Hugo Rost (1874–1948)
- Steffen Luksch (* 1950)

externe Künstler
- Otto Gussmann (1869–1926)
- Fritz Schlesinger (1896–1986)
- Charlotte Sommer-Landgraf (1928–2006)

## Porzellanmarken
Die Marken der Manufaktur sind zahlreich und voneinander sehr verschieden. Sie sind nicht mehr vollständig dokumentierbar. Dies liegt nicht nur an Kriegsverlusten, sondern hauptsächlich an dem großen Hochwasser der Wiederitz im Jahr 1957, als das komplette Firmenarchiv im Keller vernichtet wurde.

### Bodenmarken
Allein zwischen 1902 und 1926 ließ das Unternehmen 32 verschiedene Marken registrieren, davon 8 nur für den deutschen Markt.
Im Regelfall sind die Marken in Blau unter der Glasur angebracht. Jedoch kommen sie auch als Aufglasurmarken in Blau, in Eisenrot und in Gold vor. Die erste Marke war das T über einem Fisch. Seit 1901 wird das gekreuzte S und P verwendet. Am 21. August 1902 wurden die verschlungenen S und P über dem Wort Dresden als Marke eingetragen.

### Prägemarken
Große unhandliche Stücke wurden mit einer Prägung der Bodenmarke außen markiert. Auf Geschirrteilen aus der ersten Hälfte des 20. Jahrhunderts findet sich gelegentlich die Gemeinschaftsmarke der Dresdner Porzellanmalereien Klemm, Donath und Hamann, ein stilisierter Kurhut, eingeprägt. Auch wurden hier und da Buchstaben und Zahlen eingeprägt, die bestimmte Masseversätze markierten.
Keineswegs konsequent wurde bei der Formennummer verfahren. Feste Regeln, nach denen die Stücke mit der jeweiligen Formennummer versehen wurden, sind nicht bekannt. Alte Stücke tragen diese Nummern als kursive Ziffern. Erst nach 1950 wurde mit dem regelmäßigen Einstempeln der Formennummern begonnen. Dahinter steht ein Buchstabe (selten auch zwei) für den Bossierer. Wer sich hinter den Kürzeln verbirgt, ist in einer Liste beim Rohbetriebsleiter erfasst.
Vor die Formennummer wurde zwischen 1984 und 1997 ein Buchstabe für die Kennzeichnung des Herstellungsjahres eingeprägt. „A“ steht für 1984, „B“ steht für 1985 usw. Nach 1991 erfolgte ein Wechsel von „H“ direkt zu „K“ für das Jahr 1992. Dann weiter fortlaufend bis zum „P“ für 1997.

### Malermarken
Unter der Firmenmarke können eine oder mehrere in Aufglasurfarben geschriebene Nummern stehen. Dahinter verbergen sich die an der Bemalung beteiligten Maler, welche beim Malereileiter in Listen erfasst sind. Nur in Ausnahmen bekamen Maler gestattet, ihre Malerei direkt im Bild zu signieren.

## Sponsoring
Die Sächsische Porzellan-Manufaktur Dresden war seit 1996 Sponsor des „Dresdner Porzellan-Cups“ im Rahmen des Dresdner Schachfestivals.